# غابة استوائية مطيرة

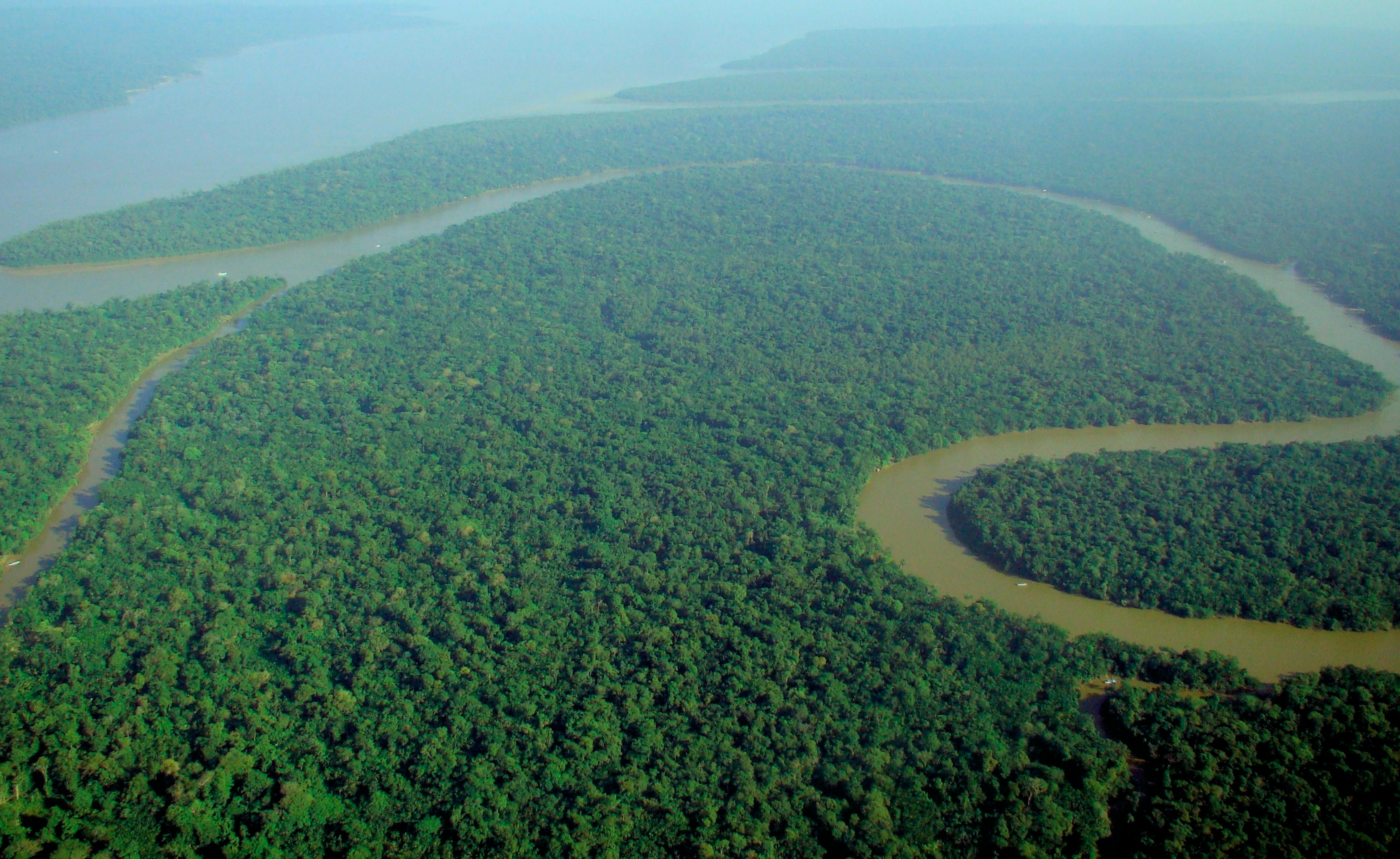
مساحة غابات الامازون المطيرة في البرازيل. تحتوي الغابات الاستوائية المطيرة في أمريكا الجنوبية على أكبر تنوع من الأنواع في الأرض.

المناطق المناخية للغابات الاستوائية المطيرة (Af).

الغابات الاستوائية المطيرة أو الغابات المدارية المطيرة (بالإنجليزية: Tropical rainforest)، هي غابات مطيرة تتواجد في مناطق مناخ الغابات المطيرة المدارية التي لا يوجد فيها موسم جفاف، يبلغ متوسط هطول الأمطار في جميع الأشهر 60 مم على الأقل، ويمكن الإشارة إليها أيضًا على أنها غابات مطيرة دائمة الخضرة في الأراضي المنخفضة. عادةً ما توجد الغابات المطيرة الاستوائية بين 10 درجات شمال وجنوب خط الاستواء (انظر الخريطة)؛ وهي مجموعة فرعية من المناطق الأحيائية للغابات المدارية التي تحدث تقريبًا في حدود خطوط العرض 28 درجة (في المنطقة الاستوائية بين مدار السرطان ومدار الجدي). ضمن تصنيف المناطق الأحيائية التابع لصندوق الحياة البرية العالمي، تعد الغابات المطيرة الاستوائية نوعًا من غابات عريضة الأوراق الاستوائية الرطبة (أو الغابات الاستوائية الرطبة) التي تشمل أيضًا الغابات الاستوائية الموسمية الأكثر شمولًا.

## نظرة عامة

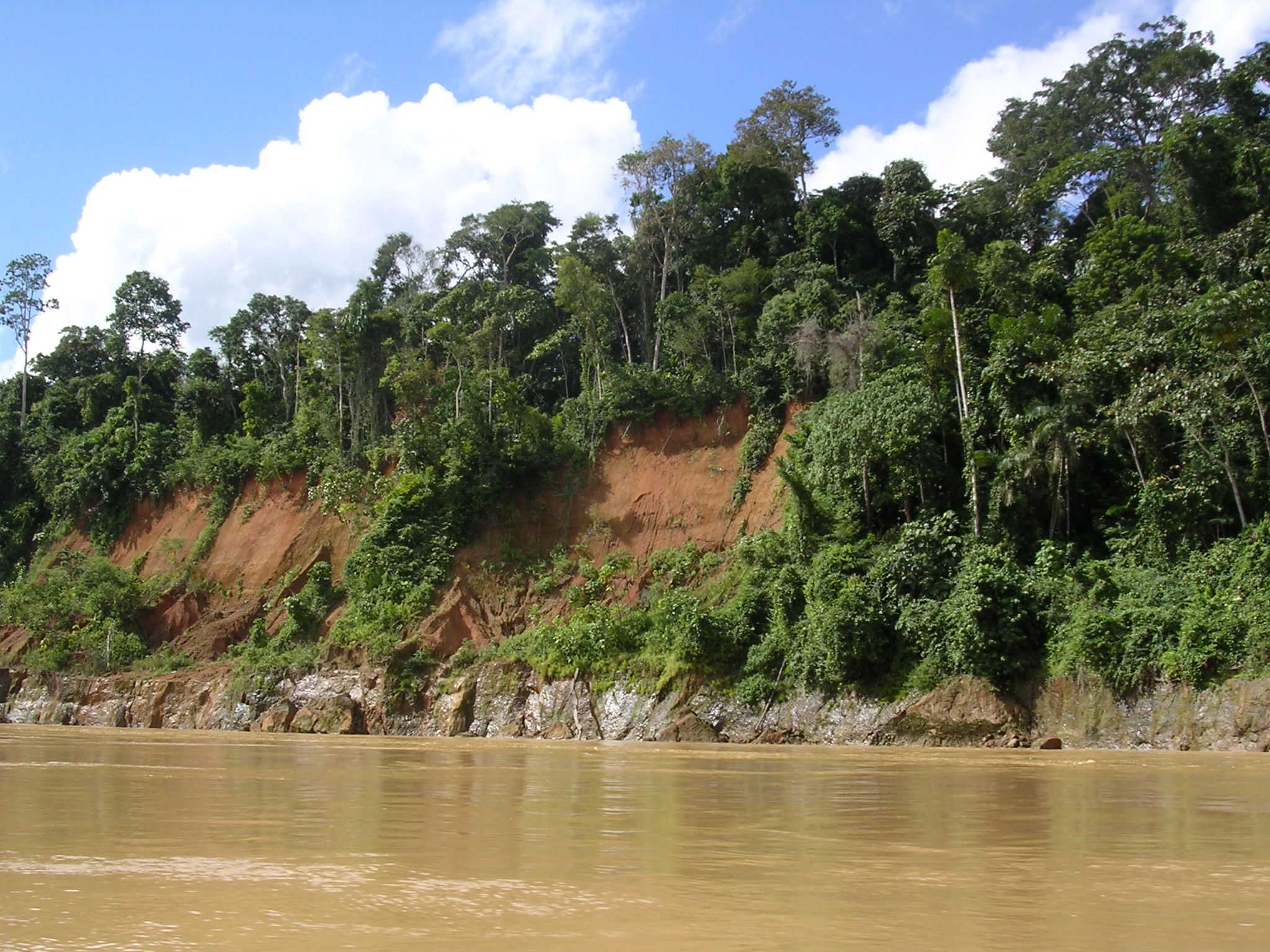
غابات نهر الامازون المطيرة في بيرو

يمكن أن تتميز الغابات الاستوائية المطيرة كذلك بالحرارة والرطوبة. متوسط درجات الحرارة الشهرية يتجاوز 18 درجة مئوية (64 درجة فهرنهايت) خلال جميع أشهر السنة. لا يقل متوسط هطول الأمطار السنوي عن 1680 مم (66 بوصة) ويمكن أن يتجاوز 10 أمتار (390 بوصة) على الرغم من أنه يتراوح عادة بين 1750 ملم (69 بوصة) و 3000 ملم (120 بوصة). غالبًا ما يؤدي هذا المستوى العالي من الهطول إلى تربة رديئة بسبب رشح المواد الغذائية القابلة للذوبان في الأرض.
الغابات المطيرة الاستوائية تظهر مستويات عالية من التنوع البيولوجي. حوالي 40 ٪ إلى 75 ٪ من جميع الأنواع الحيوية هي متوطنة في الغابات المطيرة. الغابات المطيرة هي موطن لنصف جميع أنواع الحيوانات والنباتات الحية على هذا الكوكب. يمكن العثور على ثلثي جميع النباتات المزهرة في الغابات المطيرة. قد يحتوي الهكتار الواحد من الغابات المطيرة على 42000 نوع مختلف من الحشرات، وكذلك ما يصل إلى 807 شجرة من 313 نوعًا و 1500 نوع من النباتات العليا. تُوصف وتسمى الغابات المطيرة الاستوائية بأنها «أكبر صيدلية في العالم»، لأنه تم اكتشاف أكثر من ربع الأدوية الطبيعية بداخلها. ومن المحتمل أنه قد يكون هناك ملايين الأنواع من النباتات والحشرات والكائنات الحية الدقيقة التي لم تكتشف بعد في الغابات الاستوائية المطيرة.
تعد الغابات المطيرة الاستوائية من أكثر النظم الإيكولوجية تعرضًا للتهديد على مستوى العالم بسبب التشرذم على نطاق واسع نتيجة للنشاط البشري. وقع تجزئة الموائل الناتجة عن العمليات الجيولوجية مثل البراكين وتغير المناخ في الماضي، وتم تحديدها كمحركات مهمة في حدوث الأنواع. ومع ذلك يشتبه في أن تدمير الموائل البشرية السريعة يحركها أحد الأسباب الرئيسية لانقراض الأنواع. تعرضت الغابات الاستوائية المطيرة لقطع الأشجار الكثيفة والتطهير الزراعي خلال لقرن العشرين، كما أن المنطقة التي تغطيها الغابات المطيرة في جميع أنحاء العالم تتقلص بسرعة.

### التاريخ
توجد الغابات المطيرة الاستوائية على الأرض لمئات ملايين السنين. تقع معظم الغابات الاستوائية المطيرة اليوم على أجزاء من شبه جزيرة جوندوانا التي تعود إلى عصر الحياة الوسطى. أدى فصل الكتلة الأرضية إلى خسارة كبيرة في تنوع البرمائيات، وفي الوقت نفسه حفز المناخ الأكثر جفافًا تنويع الزواحف. غادر التقسيم الغابات المطيرة الاستوائية الواقعة في خمس مناطق رئيسية في العالم: أمريكا الاستوائية وإفريقيا وجنوب شرق آسيا ومدغشقر وغينيا الجديدة، مع حدود أصغر في أستراليا. ومع ذلك فإن تفاصيل منشأ الغابات المطيرة لا تزال غير مؤكدة بسبب السجل الأحفوري غير المكتمل.

### أنواع أخرى من الغابات الاستوائية
قد تظهر العديد من المناطق الأحيائية مماثلة للغابات المطيرة الاستوائية أو تندمج عبرها مع المناطق الإيكولوجية:
الغابات الاستوائية الموسمية الرطبة

تتلقى الغابات الاستوائية الموسمية الرطبة أمطارًا شاملة مرتفعة مع موسم الصيف الرطب الدافئ وموسم الشتاء الجاف الأكثر برودة. تسقط بعض الأشجار في هذه الغابات بعض أو كل أوراقها خلال فصل الشتاء الجاف، وبالتالي تسمى أحيانًا «غابة استوائية مختلطة». يتم العثور عليها في أجزاء من أمريكا الجنوبية، في أمريكا الوسطى وحول منطقة البحر الكاريبي، في غرب أفريقيا الساحلية، وأجزاء من شبه القارة الهندية، وعبر معظم الهند الصينية.
غابات مونتان المطيرة

توجد في المناطق الجبلية ذات المناخ الأكثر برودة، والتي أصبحت تُعرف باسم الغابات الضبابية في المرتفعات العالية. اعتمادًا على خط العرض، يتراوح الحد الأدنى للغابات المطيرة على الجبال الكبيرة بين 1500 و2500م بينما الحد الأقصى عادة ما يكون من 2400 إلى 3300م.
الغابات المطيرة المغمورة

توجد غابات مستنقعات المياه العذبة المدارية، أو «الغابات المغمورة»، في حوض الأمازون وفي أي مكان آخر.

## هيكل الغابات
تنقسم الغابات المطيرة إلى طبقات مختلفة، مع تنظيم الغطاء النباتي في نمط عمودي لأعلى من التربة إلى المظلة. كل طبقة عبارة عن مجتمع حيوي فريد من نوعه يحتوي على نباتات وحيوانات مختلفة تتكيف مع الحياة في تلك الطبقات المعينة. الطبقة الناشئة فقط هي الفريدة للغابات الاستوائية المطيرة، بينما توجد الطبقات الأخرى أيضًا في الغابات المطيرة المعتدلة.

### أرض الغابة

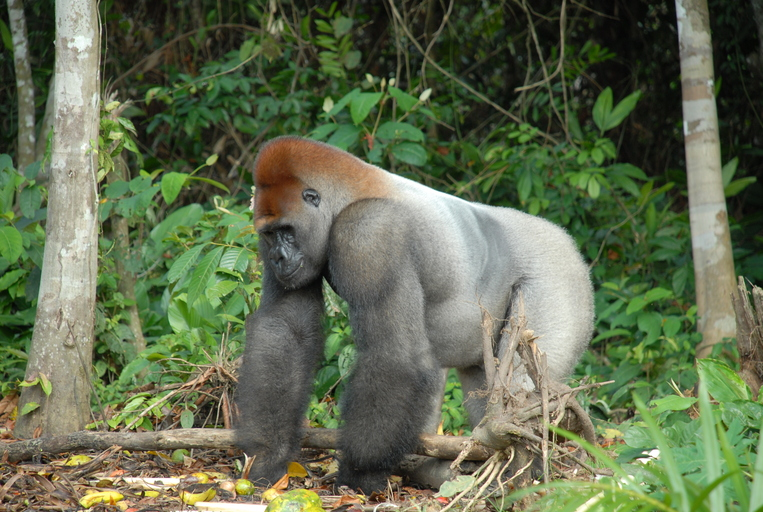
غوريلا الأراضي المنخفضة الغربية

أرض الغابة، الطبقة السفلية، تستقبل 2٪ فقط من ضوء الشمس. فقط النباتات التي تتكيف مع الإضاءة المنخفضة يمكنها أن تنمو في هذه المنطقة. بعيدًا عن ضفاف الأنهار والمستنقعات والخلجان، حيث يوجد نمو كثيف، فإن قاع الغابات واضح نسبيًا من الغطاء النباتي بسبب تغلغل أشعة الشمس المنخفض. تسمح هذه النوعية بسهولة الحركة من الحيوانات الكبيرة مثل: ذوات الحوافر مثل الأكاب،، التابير، وحيد القرن السومطري، والقرود مثل غوريلا السهول الغربية، وكذلك العديد من أنواع الزواحف والبرمائيات والحشرات. يحتوي قاع الغابة أيضًا على النباتات المتحللة والحيوانية، التي تختفي بسرعة، لأن الظروف الدافئة والرطبة تعزز التآكل السريع. العديد من أشكال الفطريات التي تنمو هنا تساعد في تآكل فضلات الحيوانات والنباتات.

### الطبقة الجوفية
تقع الطبقة الجوفية بين المظلة وأرضية الغابة. هذه الطبقة هي موطن لعدد من الطيور والثدييات الصغيرة والحشرات والزواحف والحيوانات المفترسة. ومن الأمثلة على ذلك النمور، والضفادع السامة، والقوطي الأمريكي الجنوبي، الأصلة العاصرة، والعديد من أنواع مغمدات الأجنحة. تتكون الغطاء النباتي في هذه الطبقة عمومًا من الشجيرات التي تتحمل الظلال والأعشاب والأشجار الصغيرة والكروم الخشبية الكبيرة التي تتسلق إلى الأشجار لالتقاط أشعة الشمس. فقط حوالي 5٪ من أشعة الشمس تخترق المظلة للوصول إلى المنحل، مما يؤدي إلى ندرة النباتات الشحمية الحقيقية إلى 3 أمتار (10 أقدام). وكتكيف مع مستويات الإضاءة المنخفضة هذه، غالبًا ما طورت النباتات الجوفية أوراقًا أكبر حجمًا.

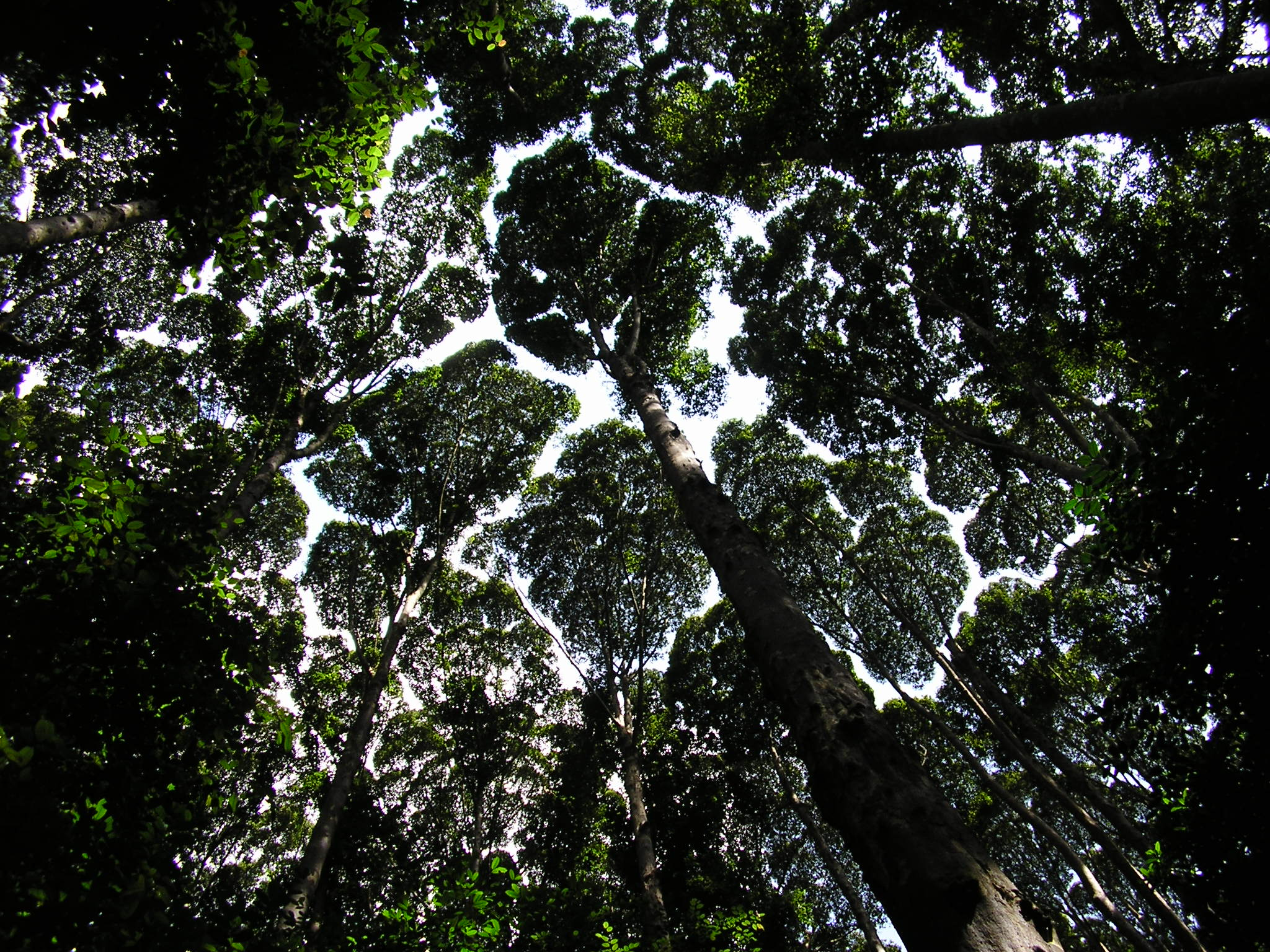
المظلة في معهد بحوث الغابات ماليزيا

### طبقة مظلة
المظلة هي الطبقة الأساسية للغابة التي تشكل سقفًا فوق الطبقتين المتبقيتين. تحتوي على غالبية أكبر الأشجار، وعادة ما يتراوح ارتفاعها بين 30 و 45 م. الأشجار دائمة الخضرة طويلة القامة هي النباتات المهيمنة في هذه المنطقة. توجد أكثر مناطق التنوع البيولوجي كثافةً في مظلة الغابات، حيث أنها غالبًا ما تدعم النباتات الغنية من النباتات الهوائية، بما في ذلك بساتين الفاكهة والبروميلاديات والطحالب والأشنة. تلتصق نباتات النبتة هذه بجذوعها وفروعها وتحصل على الماء والمعادن من الأمطار والحطام التي تتجمع في النباتات الداعمة.

### الطبقة الناشئة
تحتوي الطبقة الناشئة على عدد صغير من الأشجار الكبيرة جدًا، والتي تنمو فوق المظلة، حيث يصل ارتفاعها إلى 45-55م. ومن المفترض أن تكون هذه الأشجار قادرة على تحمل درجات الحرارة الساخنة والرياح القوية التي تحدث فوق المظلة في بعض المناطق. تسكن هذه الطبقة العديد من الأنواع الحيوانية الفريدة مثل النسر المتوج، وكولبس الملك، والثعلب الطائر العملاق.

## علم البيئة

### المناخات

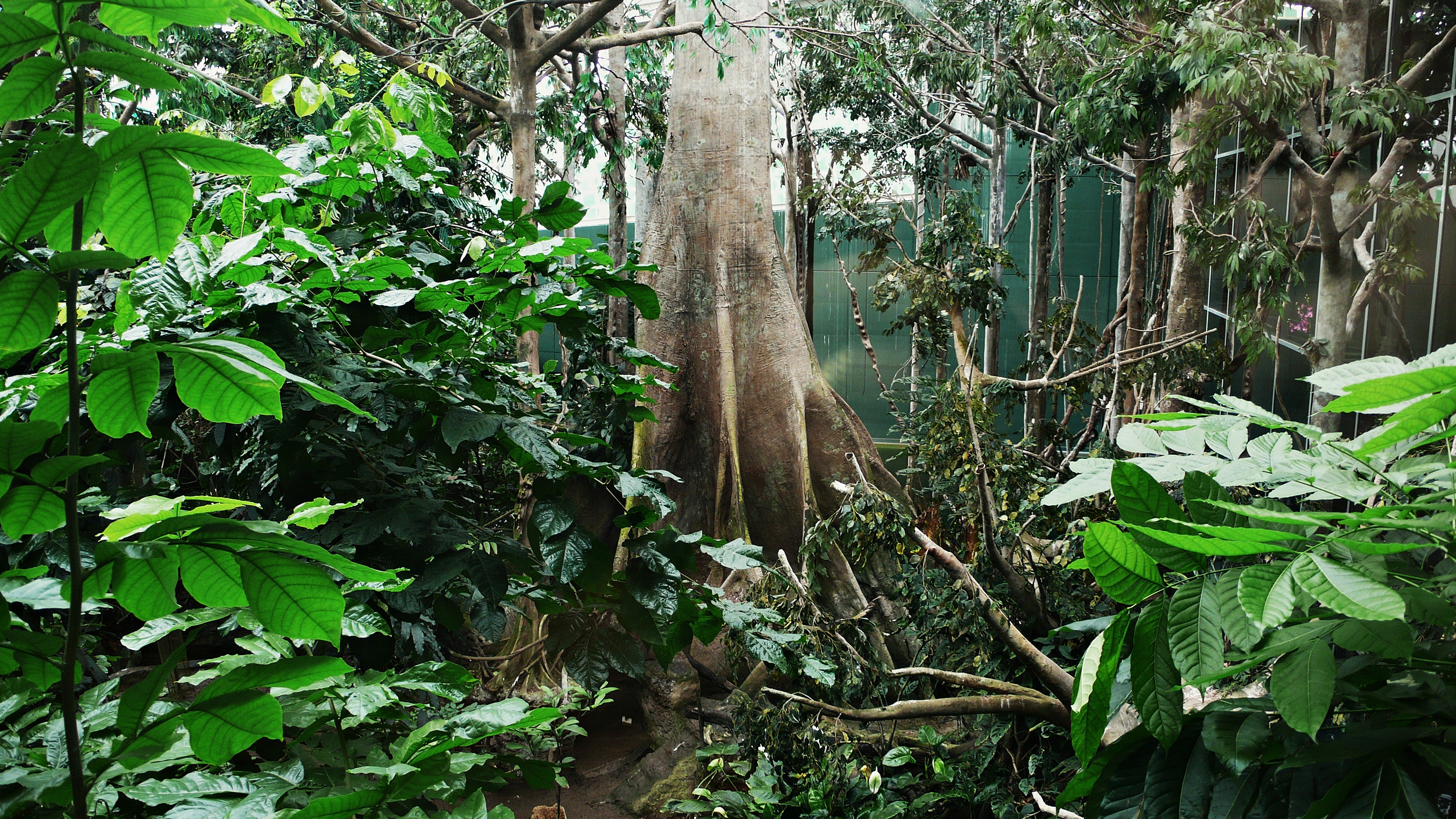
الغابات المطيرة الاستوائية الاصطناعية في برشلونة

تقع الغابات الاستوائية المطيرة بالقرب من خط الاستواء، وبالتالي فإن لها ما يسمى بالمناخ الاستوائي الذي يتميز بثلاثة معايير مناخية رئيسية: درجة الحرارة، وهطول الأمطار، وشدة موسم الجفاف. ومن الأشياء الأخرى التي تؤثر على الغابات الاستوائية المطيرة هي تركيزات ثاني أكسيد الكربون والإشعاع الشمسي وتوافر النيتروجين. بشكل عام، تتكون الأنماط المناخية من درجات الحرارة الدافئة وهطول الأمطار السنوي. ومع ذلك فإن وفرة هطول الأمطار تتغير على مدار العام مما يخلق مواسم رطبة وجافة متميزة. تصنف الغابات المدارية حسب كمية الأمطار التي تتلقاها كل عام، مما سمح لعلماء البيئة بتحديد الاختلافات في هذه الغابات التي تبدو متشابهة في هيكلها. وفقًا لتصنيف هولدريج للأنظمة الإيكولوجية المدارية، فإن الغابات المطيرة الاستوائية الحقيقية لها أمطار سنوية تزيد عن 2م ودرجة الحرارة السنوية أكبر من 24 درجة مئوية، مع قيمة نسبة التبخر المحتملة (PET) <0.25. ومع ذلك يمكن تصنيف معظم الغابات الاستوائية في الأراضي المنخفضة على أنها غابات رطبة أو رطبة استوائية، والتي تختلف فيما يتعلق بهطول الأمطار. تتسم إيكولوجيا الغابات المدارية - دينامياتها وتكوينها ووظيفتها - بأنها حساسة للتغيرات المناخية وخاصة التغيرات في هطول الأمطار.

### التربة

#### أنواع التربة
تختلف أنواع التربة بدرجة كبيرة في المناطق الاستوائية وهي ناتجة عن مزيج من عدة متغيرات مثل المناخ والغطاء النباتي والموقع الطبوغرافي والمواد الأم وعمر التربة. تتميز معظم التربة المدارية بغسول كبير ونقص في المغذيات، ولكن هناك بعض المناطق التي تحتوي على تربة خصبة. تنقسم التربة في جميع أنحاء الغابات المطيرة المدارية إلى تصنيفين يشتملان على الإنزول والأوكسيسول.
ترتبط الخصائص الكيميائية والفيزيائية للتربة ارتباطًا وثيقًا بالإنتاجية فوق الأرض وبنية الغابات ودينامياتها. تتحكم الخصائص الفيزيائية للتربة في معدلات دوران الأشجار، بينما تتحكم الخصائص الكيميائية مثل النيتروجين والفوسفور المتاح في معدلات نمو الغابات. تعتبر تربة الأمازون الشرقية والوسطى وكذلك غابات جنوب شرق آسيا المطيرة قديمة فقيرة بالمعادن في حين أن تربة الأمازون الغربية (الإكوادور وبيرو) والمناطق البركانية في كوستاريكا شابة وغنية بالمعادن. الإنتاجية الأولية أو إنتاج الأخشاب هو الأعلى في غرب الأمازون والأدنى في شرق الأمازون الذي يحتوي على تربة شديدة الطقس مصنفة كأكسيسول. بالإضافة إلى ذلك، فإن التربة الأمازونية محسوبة بدرجة كبيرة، مما يجعلها خالية من المعادن مثل الفوسفور والبوتاسيوم والكالسيوم والمغنيسيوم، والتي تأتي من مصادر صخرية. ومع ذلك لا توجد جميع الغابات الاستوائية المطيرة في التربة الفقيرة بالمغذيات ولكن في السهول الفيضية الغنية بالمغذيات والتربة البركانية الواقعة في سفوح جبال الأنديز، والمناطق البركانية في جنوب شرق آسيا، وأفريقيا، وأمريكا الوسطى.

#### إعادة تدوير المواد الغذائية
هذا المعدل العالي من التحلل هو نتيجة لمستويات الفسفور في التربة وهطول الأمطار ودرجات الحرارة المرتفعة ومجتمعات الكائنات الحية الدقيقة واسعة النطاق. بالإضافة إلى البكتيريا والكائنات الحية الدقيقة الأخرى، هناك وفرة من التحللات الأخرى مثل الفطريات والنمل الأبيض التي تساعد في هذه العملية أيضًا. إعادة تدوير المغذيات مهمة لأن توافر الموارد تحت الأرض يتحكم في الكتلة الأحيائية المذكورة أعلاه وبنية المجتمع للغابات المطيرة المدارية. عادة ًما تكون هذه التربة محدودة الفوسفور، مما يحول دون الحصول على صافي الإنتاجية الأولية أو امتصاص الكربون. تحتوي التربة على الكائنات الحية المجهرية مثل البكتيريا، التي تقسم فضلات الأوراق والمواد العضوية الأخرى إلى أشكال غير عضوية من الكربون يمكن استخدامها بواسطة النباتات من خلال عملية تسمى التحلل. أثناء عملية التحلل، يتنفس مجتمع الميكروبات ويستهلك الأكسجين ويطلق ثاني أكسيد الكربون. يمكن تقييم معدل التحلل عن طريق قياس امتصاص الأكسجين.

#### الجذور
من السمات الشائعة للعديد من الغابات الاستوائية المطيرة جذور الأشجار المتمايزة. بدلاً من اختراق طبقات التربة العميقة، تنشئ الجذور شبكة جذر واسعة الانتشار على السطح للحصول على امتصاص أكثر كفاءة للمواد الغذائية في بيئة فقيرة وتنافسية للغاية. معظم العناصر المغذية داخل تربة الغابات المطيرة الاستوائية تحدث بالقرب من السطح بسبب سرعة دوران الوقت والتحلل من الكائنات والأوراق. بالإضافة إلى ذلك، تقلل هذه الجذور من تآكل التربة وتزيد من اكتساب المغذيات خلال الأمطار الغزيرة عن طريق تحويل المياه الغنية بالمواد المغذية التي تتدفق إلى أسفل الجذع إلى عدة تدفقات أصغر بينما تعمل أيضًا كحاجز أمام التدفق الأرضي. أيضًا توفر المساحات الكبيرة التي تنشئها هذه الجذور والاستقرار لأشجار الغابات المطيرة، والتي تنمو عادة إلى ارتفاعات كبيرة. يسمح هذا الاستقرار الإضافي لهذه الأشجار بمقاومة آثار العواصف الشديدة، مما يقلل من تساقط الأشجار.

### تعاقب الغابات
التعاقب هي عملية بيئية تغير بنية المجتمع الحيوي مع مرور الوقت نحو بنية مجتمع أكثر استقرارًا وتنوعًا بعد حدوث اضطراب أولي في المجتمع. الاضطراب الأولي هو في كثير من الأحيان قد يكون ظاهرة طبيعية أو حدث تسبب به الإنسان. تشمل الاضطرابات الطبيعية الأعاصير والانفجارات البركانية وحركات الأنهار أو حدثًا صغيرًا مثل الأشجار الساقطة التي تخلق فجوات في الغابة. في الغابات الاستوائية المطيرة، تم توثيق هذه الاضطرابات الطبيعية نفسها بشكل جيد في السجل الأحفوري، ويعود الفضل في ذلك إلى تشجيع اللتنوع والتوطن.